# Medinge säteri
Medinge säteri, eller Medinge gård, är ett säteri nordost om sjön Väringen i Näsby socken i Västmanland.
Omkring 1670–1679 ägdes säteriet av greve Magnus Gabriel De la Gardie, och omkring 1710–1739 av friherre Casten Feif, 1739–1768 av den senares dotter Anna Christina Feif. Från 1739–1768 av Alrik Åkerhielm af Margrethelund, och efter hans frånfälle av hans änka Brita, född Bergman. Därefter övergick Medinge i familjen Tersmedens ägo genom brukspatron Jacob Niclas Tersmeden som förvärvade säteriet, varefter det ärvdes av hans son, ryttmästare Carl Reinhold Tersmeden. Och därefter av dennes son Wilhelm Reinhold Tersmeden som dog barnlös varför hans syster friherrinnan Hedvig Charlotta von Düben, född Tersmeden, övertog egendomen 1869. Följande köptes den av Ph T Hagberg, omkring 1870, och av brukspatron J H Ohlson 1880–1899.
Medinge innehas för tillfället av Viveka Åkerhielm.